# Cortez (Colorado)
Cortez és una població dels Estats Units, seu del comtat de Montezuma, a l'estat de Colorado. Segons el cens del 2000 tenia 7.977 habitants.

## Demografia
Segons el cens del 2000, Cortez tenia 7.977 habitants, 3.209 habitatges, i 2.079 famílies. La densitat de població era de 560 habitants per km².
Dels 3.209 habitatges en un 31,8% hi vivien nens de menys de 18 anys, en un 48,1% hi vivien parelles casades, en un 12,7% dones solteres, i en un 35,2% no eren unitats familiars. En el 30% dels habitatges hi vivien persones soles el 12,7% de les quals corresponia a persones de 65 anys o més que vivien soles. El nombre mitjà de persones vivint en cada habitatge era de 2,41 i el nombre mitjà de persones que vivien en cada família era de 3.
Per edats la població es repartia de la següent manera: un 26,7% tenia menys de 18 anys, un 8,8% entre 18 i 24, un 26,6% entre 25 i 44, un 21,6% de 45 a 60 i un 16,4% 65 anys o més.
L'edat mediana era de 36 anys. Per cada 100 dones de 18 o més anys hi havia 84,4 homes.
La renda mediana per habitatge era de 28.776 $ i la renda mediana per família de 35.533 $. Els homes tenien una renda mediana de 30.755 $ mentre que les dones 20.280 $. La renda per capita de la població era de 18.040 $. Entorn del 14,8% de les famílies i el 18,6% de la població estaven per davall del llindar de pobresa.

## Poblacions més properes
El següent diagrama mostra les poblacions més properes.